# Necromancer
NecroMancer è un film thriller thailandese del 2005, diretto da Pyapan Choopetch.

## Trama
Itti è un ex poliziotto, ora criminale condannato, dotato di poteri della magia nera. Si trova in isolamento in una cella costruita appositamente per lui e sigillata magicamente, sfruttando una debolezza del carceriere che gli porta il cibo riesce a fuggire.
Il capo della polizia Santi si trova a dare la caccia a Itti durante indagini secondarie; dopo aver capito di non essere all'altezza del suo avversario, Santi con l'aiuto di un monaco acquisisce poteri magici che gli consentono di affrontare Itti.
Durante lo scontro finale si comprende che Itti era innocente ed era stato incastrato dai suoi ex colleghi. Santi uccide Itti ma il suo destino si trasmette al giovane poliziotto che si ritrova a sua volta imprigionato nella stessa cella.

## Riconoscimenti
- 2005 - Asia-Pacific Film Festival
  - Migliori effetti speciali a Piyapan Choopetch
- 2006 - Thailand National Film Association Awards
  - Nomination Miglior film a Piyapan Choopetch
  - Miglior attore a Chatchai Plengpanich
  - Miglior truccatore a Vittaya Deerattrakul
  - Migliori effetti visivi a Oriental Post Co. Ltd.